# Лабрадорит
Лабрадори́т — магматична гірська порода з родини габро. Володіє рідкісним властивістю іризації-внутрішнім райдужним сяйвом (нагадує гру світла в краплі бензину або перламутровий блиск всередині раковини молюска). Блиск кольору від світло-блакитного, до насиченого фіолетового і навіть зеленого, помітно підвищує естетичну цінність гірської породи. Це оптичне властивість надає каменю об'ємність, багатство текстури. Камінь ніби оживає і змінюється під дією різних джерел освітлення.

## Загальна характеристика
Сірувато-білого, темно-сірого, зеленуватого або майже чорного кольору, що складається майже винятково з мінералу лабрадору. Має характерну для нього іризацію — яскраві переливи кольорів: синього, блакитного, зеленого. Крім лабрадору, як правило, присутні піроксен, авгіт, титаномагнетит, ільменіт, апатит; іноді — калієвий польовий шпат, кварц, біотит, сульфіди.
Сер. хім. склад (%): 
 SiO2 — 52,48; 
 TiO2 — 0,30; 
 Al2О3 — 27,40; 
 Fe2О3 — 0,86; 
 FeO — 1,44; 
 MnO — 0,04; 
 MgO — 0,73; 
 CaO — 11,42; 
 Na2O — 3,85; 
 К2O — 0,69; 
 Р2О5 — 0,08.
Густина: 2,7-2,86 г/см³ (у метаморфізованих Л. — до 3,2).
Родовища Л. звичайно пов'язані з кристалічними щитами, де вони спостерігаються у вигляді масивів і лінзоподібних покладів. Так, Коростенський плутон приурочений до Українського щита, масиви Адірондака (США) і Лабрадору (Канада) — до Канадського щита. Видобувають також у Фінляндії.

## Використання
Використовують як будівельний та облицювальний матеріал. З лабрадориту збудовано мавзолей Леніна в Москві.